# Навсари (окръг)
Навсари е окръг в щата Гуджарат, Индия. Площта му е 2211 км2 и население 1 229 463 души (2001). Главен град е Навсари.

## Административно деление
Окръга е разделен на 5 талука.

## Население
Населението на окръга през 2001 година е 1 229 463 души, около 75,83 % от населението е неграмотно.

### Религия
(2001)
- 1 135 525 – индуисти
- 69 972 – мюсюлмани
- 13 575 – джайнисти